# Erythrina crista-galli var. longiflora
Erythrina crista-galli var. longiflora, llamado comúnmente ceibo común del noroeste, o seibo común del noroeste, es una de las variedades en que está compuesta la especie Erythrina crista-galli o «ceibo del Plata», un árbol de la subfamilia Faboideae originario de América del Sur. Comparte con Erythrina crista-galli var. crista-galli el ser sus flores consideradas como la «flor nacional de la Argentina», galardón no coincidente con el del Uruguay pues E. c.  var. longiflora no habita en dicho país.

## Características
Es un árbol de porte mediano, con un diámetro de fuste que puede superar el metro, y alturas de entre 5 a 10 m, llegando raramente hasta los 20 m. Su raíz es pivotante, con nudosidades producidas por bacterias nitrificantes que viven en simbiosis, facilitando a ésta la absorción del nitrógeno que fijan y de la cual toman las sustancias orgánicas que elabora.
El tallo es leñoso, tortuoso, irregular, de ramas con espinas que forman una capa sin forma definida y mueren tras la floración. Las flores, dispuestas en inflorescencia arracimadas, son pentámeras, completas y de simetría bilateral. Su color es rojo. Las plantas florecen de octubre hasta abril. El cáliz es gamosépalo, como un pequeño dedal de color rojo. Forma con la corola un perianto donde sépalos y pétalos son de color semejante, pero de forma distinta. Su borde se caracteriza por el color marrón que le da aspecto de marchito. La corola, semejante a la de Phaseolus vulgaris, es amariposada, pero se diferencia de ésta en que el estandarte, que es el pétalo más grande, se dispone en la parte inferior. Los pétalos llamados alas, son muy pequeños y están prácticamente escondidos dentro del cáliz. Los otros dos pétalos se sueldan a veces parcialmente y forman la quilla o carena, sirviendo de protección a los órganos de reproducción. 
El androceo consta de 10 estambres, uno libre y nueve unidos por sus filamentos (androceo gamostémono). El gineceo, unicarpelar, está entre los estambres soldados, a la manera de un cuchillo en su vaina. El fruto es una legumbre monocárpica, seca, de hasta 20 cm de longitud, de color pardo oscuro. Las semillas, de forma cilíndrica, se disponen espaciadamente en el interior de la vaina. Su color es castaño. El embrión que contienen posee cotiledones hipogeos, que al germinar quedan debajo de la tierra.

## Descripción original
El ejemplar tipo tiene por localidad: «Argentina, Salta, Dpto. Gral. Güemes, ruta 9 en autopista de acceso a Salta, al frente de la Usina Termo Andes.» Estaba florecido al momento en que fuera herborizado por María Alicia Zapater y Evangelina Carmen Lozano, el día 10 de mayo de 2008.

## Diferencias con el ceibo común del este
Las principales diferencias con Erythrina crista-galli var. crista-galli son: no presenta aguijones en los pecíolos y raquis, excepcionalmente muestra en el pecíolo uno pequeño; las flores son mayores, generalmente con un largo de 5,5 a 6,8 cm; los pedicelos miden de 4 a 6 cm; el cáliz es urceolado o tubular-campanulado, de 18 a 25 mm por 15 a 18 mm; el vexilo es elíptico, de 50 a 65 mm; y finalmente la quilla es opaca y de color rojo oscuro a morado, de 45 a 65 mm.

## Toxicidad
Las partes aéreas de las especies del género Erythrina pueden contener alcaloides, tales como la eritralina y la erisodina, cuya ingestión puede suponer un riesgo para la salud.

## Uso ornamental
Es cultivado localmente como árbol ornamental. Resulta atractiva para las aves. 

## Distribución y hábitat
Erythrina crista-galli L. var. longiflora M.A. Zapater & E.C. Lozano, 2010 se distribuye en altitudes de entre 200 y 1300 m s. n. m. en el sur de Bolivia y en el noroeste de la Argentina, presentándose en las llanuras y piedemontes serranos, escoltando siempre sectores donde el agua en superficie está disponible, por ejemplo cunetas de caminos, campos anegadizos, acequias de riego, o cursos fluviales. En el sector septentrional de su distribución, también asciende por las quebradas serranas más orientales de las sierras subandinas. 
En la Argentina, se distribuye, generalmente de forma abundante, en las provincias de: Jujuy, Salta, Tucumán, y Santiago del Estero, en donde es escasa. Tal vez también habite en Catamarca, en sectores fronterizos con Tucumán. 
En su área de distribución se presentan de manera simpátrica E. c. var. crista-galli y E. c.  var. longiflora, pero ambas viven en poblaciones diferentes, y sólo excepcionalmente lo hacen juntas. Poblaciones E. c. var. crista-galli del noroeste son escasas y de reducida extensión; en cambio las de E. c.  var. longiflora abundan.